# Хвора людина Європи
«Хвора людина Європи» — зневажлива назва-ярлик, якою наділяли європейські нації та держави, що переживають економічні труднощі, соціальні заворушення чи зубожіння.
Уперше термін «хвора людина» зустрічається в середині XIX століття у висловлювані російського імператора Миколи I щодо Османської імперії. Ця характеристика існувала під час так званого Східного питання в дипломатичній історії, що також стосувалося занепаду Османської імперії з точки зору балансу сил у Європі. Після розпаду Османської імперії на початку XX століття цей термін застосовували до інших націй. У сучасному вживанні цей термін зазнав критики через його походження та спірне надмірне використання.
Протягом 1960-1980-х років цей термін також використовувався найбільше щодо Великої Британії, коли вона втратила статус наддержави — коли розпалася Британська імперія, а британські острови зазнали значної деіндустріалізації в поєднанні з високою інфляцією та промисловими колапсами. Із середини 2010-х та у 2020-х роках цей термін щодо Британії відновив своє застосування після Брекзіту, кризи вартості життя та промислових суперечок і страйків, які перетворилися на звичні явища.